# 茅ヶ崎城
茅ヶ崎城（ちがさきじょう）は、神奈川県横浜市都筑区茅ケ崎東2丁目25にあった日本の城。港北ニュータウン遺跡群の1つ。都会にありながら、中世の城郭としては比較的よく遺構が残っている。横浜市指定史跡。現在は茅ヶ崎城址公園として公園化している。

## 歴史・沿革
茅ヶ崎城は治安年間（1021年～1023年）に多田行綱による築城とする言い伝えもあるが、正確な築城年代は分かっていない。発掘調査結果からは、15世紀後半に築城され、16世紀前半に改修があったと推定されている。現在は、おそらく後北条氏による築城だろうと考えられているが、出土遺物は扇谷上杉氏に関わりがあると見られる、器の底に渦巻き紋を入れた「ウズマキかわらけ」などが中心で、後北条の時代の遺物は発見されていない様である。
「小田原衆所領役帳」によれば、茅ヶ崎一帯は小机衆の一員である座間氏の所領だったことから、茅ヶ崎城は小机城の支城で、座間氏が城代もしくは城番を勤めていたものと思われる。1590年（天正18年）の後北条氏滅亡とともに廃城となった。

## 遺構

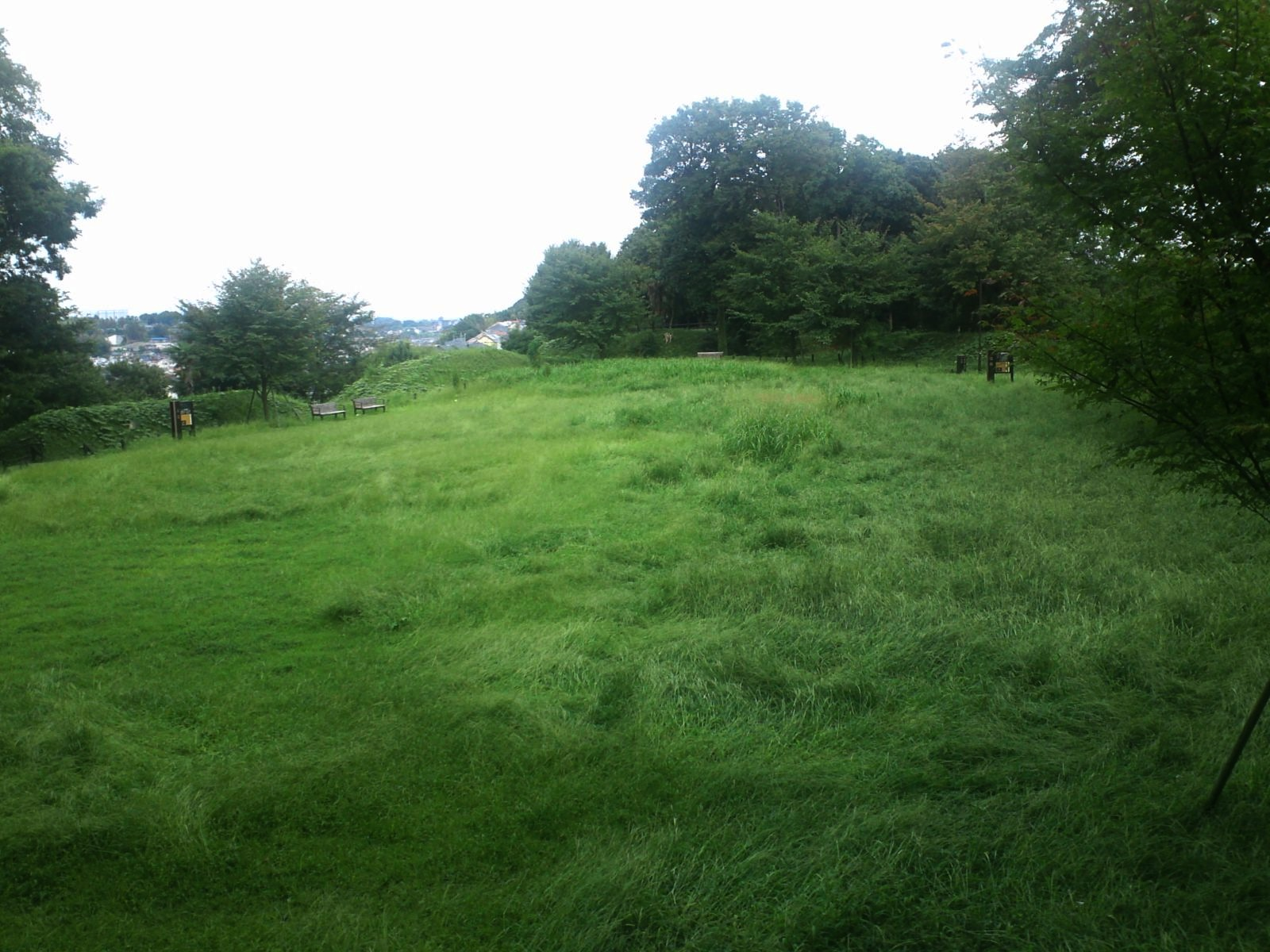
中郭跡

1970年代に開発が始まった港北ニュータウン地域にあった268箇所の遺跡群（港北ニュータウン遺跡群）に含まれるが、開発当初から緑地化が検討されており、造成による破壊を免れた。周辺は宅地化されているものの比較的よく遺構が残っており、曲輪（郭）、土塁、空堀、櫓台の跡がはっきりと確認できる。また小堀切を含む一部の郭には立入りが出来ない。以前はただの雑木林だったが、1990年（平成2年）から1998年（平成10年）にかけて横浜市ふるさと歴史財団が発掘調査し、2005年（平成17年）より横浜市が茅ヶ崎城址公園として整備を進め、2008年（平成20年）6月28日に一部公開した。
2009年（平成21年）11月2日、横浜市指定文化財（史跡）となった。

## アクセス
- 横浜市営地下鉄センター南駅より徒歩8分[8]